# Patrick Awuah
Patrick Awuah (nacido en 1965) es un ingeniero, educador y empresario de Ghana. Awuah fundó la Universidad Ashesi, situada cerca de Acra, la capital del país, en 2002. Fue galardonado con una beca MacArthur en 2015 por su trabajo con Ashesi.

## Vida
Awuah creció en Acra, Ghana. Se mudó a Estados Unidos. En 1985 asistió al Swarthmore College con una beca completa. Obtuvo su licenciatura en Ingeniería y Economía. Se graduó en 1989. Tras graduarse, Awuah trabajó como ingeniero de software y gerente de programa para Microsoft de 1989 a 1997. En Microsoft, conoció a su futura esposa, la ingeniero de pruebas de software Rebecca Awuah.
En 1997, Patrick Awuah dejó Microsoft con el objetivo de regresar a Ghana para educar a la próxima generación de líderes africanos.

Se matriculó en la Escuela de Negocios de Haas en la Universidad de Berkeley, enfocando su trabajo en la preparación de un plan de negocios para Ashesi. Awuah, Nina Marini y otros estudiantes de posgrado de Berkeley fueron a Ghana para realizar un estudio de viabilidad para abrir allí una universidad privada. Awuah se graduó con su MBA en 1999. Ese mismo año, se mudó con su familia a Ghana para fundar la Universidad Ashesi.
Ashesi dio la bienvenida a su primera clase de estudiantes en 2002. Desde entonces, sus programas de licenciatura se han ampliado para incluir, "Administración de Empresas, Sistemas de Información de Gestión, Ciencias de la Computación, Ingeniería Eléctrica, Ingeniería Informática e Ingeniería Mecánica". Awuah continúa trabajando como rector de la Universidad Ashesi.